# Oscar Cantoni
Oscar Cantoni (Lenno, 1º settembre 1950) è un cardinale e vescovo cattolico italiano, dal 4 ottobre 2016 vescovo di Como.

## Biografia
Nasce a Masnate, frazione di Lenno, in provincia e diocesi di Como, il 1º settembre 1950. All'età di otto anni si trasferisce con la famiglia nella vicina Tremezzo.

### Formazione e ministero sacerdotale
Dopo gli studi classici compiuti al Pontificio Collegio Gallio di Como, retto dai padri somaschi, nel 1970 entra nel seminario diocesano per ricevere la specifica preparazione teologica.
Il 28 giugno 1975 viene ordinato presbitero a Como dal vescovo Teresio Ferraroni.
Dopo l'ordinazione gli viene affidato l'incarico di responsabile del Centro diocesano vocazioni, da lui stesso creato e di cui si occupa fino al 1999. Nel 1986 è nominato direttore spirituale del seminario teologico diocesano, mentre nel 1991 delegato vescovile per l'Ordo Virginum, l'associazione delle vergini consacrate ripristinata dal Concilio Vaticano II, che contribuisce a far sorgere e sviluppare nella diocesi di Como.
L'11 luglio 2000 papa Giovanni Paolo II gli conferisce il titolo di prelato d'onore di Sua Santità.
Nel 2003 lascia gli incarichi precedentemente ricoperti, poiché è nominato vicario episcopale per il clero, incarico che mantiene fino alla nomina episcopale.

### Ministero episcopale e cardinalato

#### Vescovo di Crema
Il 25 gennaio 2005 papa Giovanni Paolo II lo nomina vescovo di Crema; succede ad Angelo Paravisi, deceduto il 2 settembre 2004. Il 5 marzo successivo riceve l'ordinazione episcopale, nella cattedrale di Como, da Alessandro Maggiolini, vescovo di Como, co-consacranti Teresio Ferraroni, vescovo emerito di Como, e l'arcivescovo Paolo Romeo, nunzio apostolico in Italia. Il 19 marzo successivo prende possesso della sua nuova diocesi.
Gli viene affidata la delega della Conferenza episcopale lombarda per la pastorale vocazionale e i seminari, ed entra a far parte dell'analoga commissione episcopale della CEI.
Nel novembre 2010, in una celebrazione nel duomo di Crema, gli vengono consegnati le insegne di grand'ufficiale dell'Ordine e il decreto di nomina a gran priore per l'Italia settentrionale dell'Ordine equestre del Santo Sepolcro di Gerusalemme.

#### Vescovo di Como e cardinale

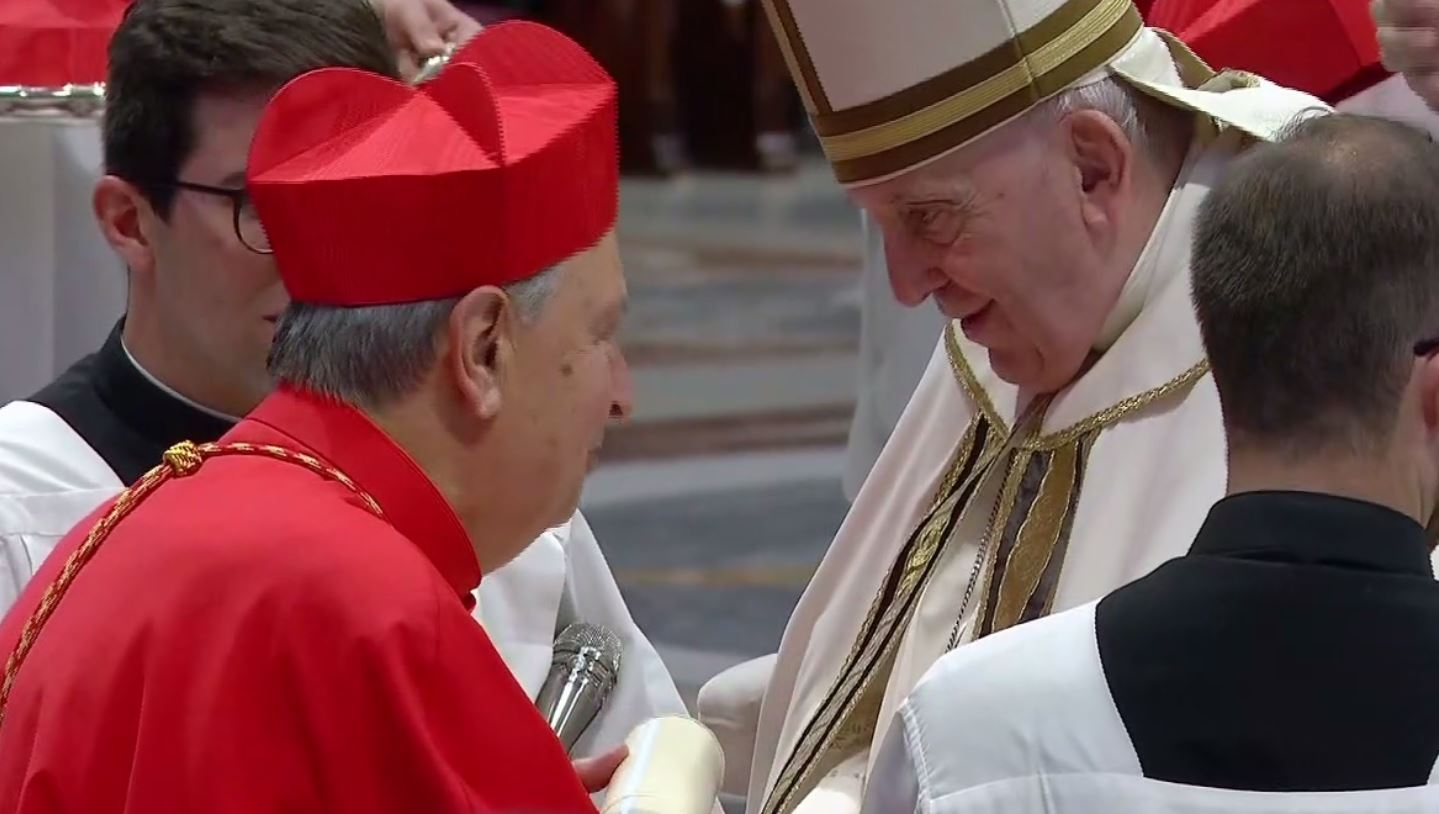
Oscar Cantoni con papa Francesco nel momento della creazione a cardinale

Il 10 settembre 2016 incontra papa Francesco, che gli preannuncia la sua nomina a vescovo di Como, avvenuta il 4 ottobre 2016; succede a Diego Coletti, dimessosi per raggiunti limiti di età. Il 27 novembre seguente prende possesso della diocesi, nella cattedrale di Como.
È delegato per la commissione presbiterale regionale, delegato per la pastorale vocazionale e i seminari, e delegato per la vita consacrata della Conferenza episcopale lombarda.
Il 31 agosto 2017, durante le celebrazioni per la solennità di Sant'Abbondio, indice l'undicesimo sinodo diocesano di Como, dal titolo "Testimoni e annunciatori della misericordia di Dio"; dopo averlo inaugurato il 12 gennaio 2020, presiede la celebrazione eucaristica conclusiva il 4 giugno 2022.
Il 29 maggio 2022, al termine del Regina Caeli, papa Francesco annuncia la sua creazione a cardinale; nel concistoro del 27 agosto seguente lo crea cardinale presbitero di Santa Maria "Regina Pacis" a Monte Verde. L'8 dicembre prende possesso del titolo cardinalizio.
Dal 13 luglio 2022 è membro del Dicastero per i vescovi.
Il 7 e 8 maggio 2025 ha partecipato come cardinale elettore al conclave che ha portato all'elezione di papa Leone XIV.

### Vicende giudiziarie e controversie
Nel maggio 2008 viene indagato dalla procura di Como per favoreggiamento verso Mauro Stefanoni, parroco in seguito condannato per abuso minorile. Le indagini erano tese ad accertare se nel 2004 Cantoni, Alessandro Maggiolini (all'epoca vescovo di Como) ed Enrico Bedetti (vicario diocesano generale) avessero aiutato Stefanoni a mettersi al riparo dalle indagini di cui all'epoca era oggetto. Mentre il procedimento a carico di Maggiolini si estingue a causa della sua morte nel novembre del 2008, nei confronti di Cantoni e Bedetti viene chiesta l'archiviazione in quanto i due si sarebbero limitati a eseguire gli ordini del vescovo.
Nel novembre 2017 Cantoni è coinvolto nell'inchiesta del programma televisivo Le Iene sullo scandalo riguardante abusi sessuali avvenuti in Vaticano: un chierichetto, autore di tali abusi ai danni di un suo compagno di un anno più giovane, è poi stato ordinato sacerdote da Cantoni nonostante le denunce che a lui sarebbero state inoltrate dalla vittima. Intervistato, Cantoni afferma la regolarità dell'ordinazione sacerdotale.

## Genealogia episcopale e successione apostolica
La genealogia episcopale è:
- Cardinale Scipione Rebiba
- Cardinale Giulio Antonio Santori
- Cardinale Girolamo Bernerio, O.P.
- Arcivescovo Galeazzo Sanvitale
- Cardinale Ludovico Ludovisi
- Cardinale Luigi Caetani
- Cardinale Ulderico Carpegna

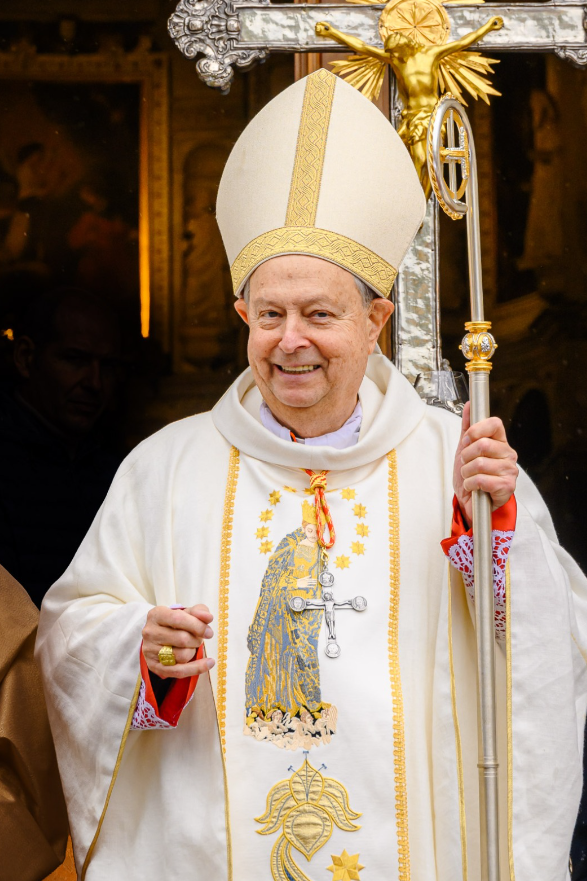
Il cardinal Cantoni nel 2022 presso la Basilica della Madonna di Tirano

- Cardinale Paluzzo Paluzzi Altieri degli Albertoni
- Papa Benedetto XIII
- Papa Benedetto XIV
- Cardinale Enrico Enriquez
- Arcivescovo Manuel Quintano Bonifaz
- Cardinale Buenaventura Córdoba Espinosa de la Cerda
- Cardinale Giuseppe Maria Doria Pamphilj
- Papa Pio VIII
- Papa Pio IX
- Cardinale Alessandro Franchi
- Cardinale Giovanni Simeoni
- Cardinale Antonio Agliardi
- Cardinale Basilio Pompilj
- Cardinale Adeodato Piazza, O.C.D.
- Cardinale Sebastiano Baggio
- Vescovo Alessandro Maggiolini
- Cardinale Oscar Cantoni

La successione apostolica è:
- Vescovo Francesco Manenti (2015)

## Opere pubblicate
- Ragazzi nuovi per un mondo nuovo. Proposta di catechesi per l'anno di iniziazione alla cresima. Schede per il ragazzo (cartella a schede mobili a cura di Oscar Cantoni e Giuseppe Corti), Brescia, Queriniana, 1974.
- La tua vita. Sussidio vocazionale per ragazzi, Bologna, Dehoniane, 1981.
- Grida la tua speranza. Lettere ai giovani, Milano, Àncora, 1985. ISBN 88-7610-117-9.
- ... E brillerà la tua luce. Strumento di lavoro per i giovani che chiedono la direzione spirituale, Milano, Àncora, 1990. ISBN 88-7610-351-1. Il volume è giunto alla 4ª edizione: E brillerà la tua luce. Direzione spirituale. Guida per i giovani, Milano, Àncora, 2000. ISBN 88-7610-857-2.
- La direzione spirituale in vista dell'orientamento vocazionale, Como, Diocesi di Como, 1996.
- Direzione spirituale e accompagnamento vocazionale. Teologia e scienze umane a servizio della vocazione (con Dino Bottino e altri), Milano, Àncora, 1996. ISBN 88-7610-554-9.
- Direzione spirituale, maturità umana e vocazione (a cura del Centro Nazionale Vocazioni), Milano, Àncora, 1997. ISBN 88-7610-600-6.
- Sentieri di gioia (in appendice: "Discorso di Giovanni Paolo II ai giovani"), Milano, Àncora, 1998. ISBN 88-7610-680-4.
- Diventare padri nello Spirito. La formazione delle guide spirituali (a cura del Centro Nazionale Vocazioni), Milano, Àncora, 1999. ISBN 88-7610-741-X.
- Il discernimento spirituale (con Marko Ivan Rupnik e altri), in Credere oggi. Dossier di orientamento e aggiornamento teologico, n. 1, vol. 22 (gennaio-febbraio 2002), pp. 3–140.
- Come luce d'aurora... Un cammino di fede per diventare cristiani, Cinisello Balsamo, Edizioni San Paolo, 2003. ISBN 88-215-4842-2.
- Fare di Cristo il cuore del mondo. Per una comunione di intenti, Crema, Diocesi di Crema, 2005 (lettera d'ingresso in diocesi, pubblicata come supplemento al settimanale Il Nuovo Torrazzo del 24 settembre 2005).
- Ti scrivo da amico. Lettera a chi cerca..., Crema, Centro Editoriale Cremasco, 2007.
- La maturazione della risposta vocazionale al celibato nella formazione seminaristica, in Roberto Balletta e Andrea Mardegan (a cura di), Sacerdozio e celibato nella Chiesa, Milano, Centro Ambrosiano, 2007, pp. 149–164. ISBN 978-88-8025-621-2.